# شهيد دلروز بيجغن (سادات محمودي)
شهيد دلروز بيجغن (بالفارسية: شهید دلروز بیژگن) هي قرية تقع في إيران في قسم سادات محمودي الريفي. يقدر عدد سكانها بـ 366 نسمة بحسب إحصاء 2016.